# Vũ Thắng (chính khách)
Vũ Thắng (còn có tên là Võ Phi Trắng) sinh ngày 1 tháng 1 năm 1926, quê quán ở làng Quảng Xuyên, xã Phú Xuân, huyện Phú Vang, thành phố Huế, mất năm 2003 tại thành phố Huế là chính trị gia người Việt Nam. Ông từng là Chủ tịch Ủy ban nhân dân tỉnh Bình Trị Thiên nhiệm kỳ 1981-1985. Trong Đảng Cộng sản Việt Nam, ông từng là Ủy viên Ban Chấp hành Trung ương Đảng Cộng sản Việt Nam (1982-1996), Bí thư Tỉnh ủy Bình Trị Thiên.

## Tiểu sử
Vũ Thắng sinh ngày 1 tháng 1 năm 1926, quê quán ở làng Quảng Xuyên, xã Phú Xuân, huyện Phú Vang, thành phố Huế.
Từ khi được 19 tuổi, ông bắt đầu tham gia Đoàn Thanh niên cứu quốc ở quê nhà, sau đó gia nhập lực lượng quân giải phóng Trần Cao Vân.
Vũ Thắng từng là Chính ủy Đại đội 1, Tiểu đoàn 6, Trung đoàn 6 ở Phong Điền, Quảng Điền, Huế.
Sau đó, ông giữ các chức vụ Chính trị viên phó, Bí thư Đảng ủy Tiểu đoàn 319, Trung đoàn 101; Chính ủy Trung đoàn 101; Chủ nhiệm chính trị Sư đoàn 325; Ủy viên Đảng ủy Quân khu 4, Quân đội nhân dân Việt Nam.
Năm 1963, Vũ Thắng vào nam giữ chức Phó chính ủy Quân giải phóng Phân khu Bắc, Ủy viên liên Tỉnh ủy Trị Thiên.
Năm 1965, Vũ Thắng là Khu ủy viên dự khuyết khu ủy Trị Thiên Huế, Chính trị viên tỉnh đội Thừa Thiên Huế.
Từ năm 1969 đến năm 1974, Vũ Thắng là Phó Bí thư Tỉnh ủy Thừa Thiên Huế kiêm Chính trị viên Tỉnh đội Thừa Thiên Huế.
Từ tháng 2 năm 1974 đến tháng 4 năm 1975, ông giữ chức Bí thư Tỉnh ủy Thừa Thiên Huế.
Sau sự kiện 30 tháng 4 năm 1975, ông được Ban Chấp hành Trung ương Đảng Cộng sản Việt Nam cử làm Ủy viên thường vụ Tỉnh ủy Thừa Thiên Huế.
Từ năm 1977 đến năm 1978, ông giữ chức vụ Phó Chủ tịch Ủy ban nhân dân tỉnh Bình Trị Thiên.
Từ năm 1981 đến năm 1985, ông là Chủ tịch Ủy ban nhân dân tỉnh Bình Trị Thiên.
Ngày 27 tháng 1 năm 1983, tại vòng 2 Đại hội đại biểu Đảng bộ tỉnh Bình Trị Thiên lần thứ ba họp ở thành phố Huế, Vũ Thắng được bầu làm Bí thư Tỉnh ủy Bình Trị Thiên thay thế Bùi San.
Ngày 5 tháng 11 năm 1986, tại Hội nghị Tỉnh ủy tỉnh Thừa Thiên Huế lần thứ nhất khóa 4, Vũ Thắng được bầu lại làm Bí thư Tỉnh ủy tỉnh Bình Trị Thiên.
Ông là Ủy viên Ban Chấp hành Trung ương Đảng Cộng sản Việt Nam các khóa 5 (1982-1986), khóa 6 (1986-1991), khóa 7 (1991-1996).
Ông là Đại biểu Quốc hội Việt Nam khóa 7 nhiệm kì 1981-1987 đại diện cho Thừa Thiên Huế.
Tại Đại hội Đại biểu Đảng bộ Đảng Cộng sản Việt Nam tỉnh Thừa Thiên Huế lần thứ 10, ông được bầu giữ chức vụ Bí thư Tỉnh ủy Thừa Thiên Huế nhiệm kì 1991-1996.
Ông qua đời năm 2003 ở thành phố Huế.